# Санта Ана (Калифорнија)
Санта Ана (енгл. Santa Ana) град је у америчкој савезној држави Калифорнија. По попису становништва из 2020. у њему је живело 310.227 становника.

## Географија
Санта Ана се налази на надморској висини од 35 m.

## Демографија
Према попису становништва из 2010. у граду је живело 324.528 становника, што је 13.449 (4,0%) становника мање него 2000. године.
|                   | 2010.            | 2000.            |
| Укупно            | 324 528 (100,0%) | 337 977 (100,0%) |
| Хиспаноамериканци | 253 928 (78,25%) | 257 097 (76,07%) |
| Азијати           | 34 138 (10,52%)  | 29 778 (8,811%)  |
| Белци             | 29 950 (9,229%)  | 41 984 (12,42%)  |
| Афроамериканци    | 4 856 (1,496%)   | 5 749 (1,701%)   |
| Остали            | 1 656 (0,510%)   | 3 369 (0,997%)   |